# سفارة أوزبكستان في ألمانيا
سفارة أوزبكستان في ألمانيا هي أرفع تمثيل دبلوماسي لدولة أوزبكستان لدى ألمانيا. تقع السفارة في وهي تهدف لتعزيز المصالح الأوزبكستانية في ألمانيا.

## وصلات خارجية
- الموقع الرسمي
- قائمة سفارات أوزبكستان
- قائمة السفارات في ألمانيا